# Pamela Kirkham
Pamela Vivien Kirkham, 16e baronne Berners, née le 30 septembre 1929 et morte le 23 janvier 2023, est pair héréditaire britannique, ancienne infirmière dans la « National Health Service ».
D'ascendance noblesse seigneurs d'Ashwellthorpe dans le Norfolk, de nos jours la baronne habite avec son mari, le Capt. Michael Kirkham, dans le Gloucestershire.